# Toury-sur-Jour
Pour les articles homonymes, voir Toury.
Toury-sur-Jour est une commune française, située dans le département de la Nièvre en région Bourgogne-Franche-Comté.

## Géographie

### Localisation
La commune de Toury-sur-Jour est une commune située au sud-ouest du département de la Nièvre, en région Bourgogne-Franche-Comté.
Toury-sur-Jour est l'une des deux seules communes de la Nièvre faisant partie de la Sologne bourbonnaise (l'autre étant Tresnay).

### Communes limitrophes
Sept communes sont limitrophes de Toury-sur-Jour.
| Azy-le-Vif             |                                | Neuville-lès-Decize |
| Chantenay-Saint-Imbert | Toury-sur-Jour                 | Dornes              |
| Tresnay                | Villeneuve-sur-Allier (Allier) | Aurouër (Allier)    |

### Hydrographie

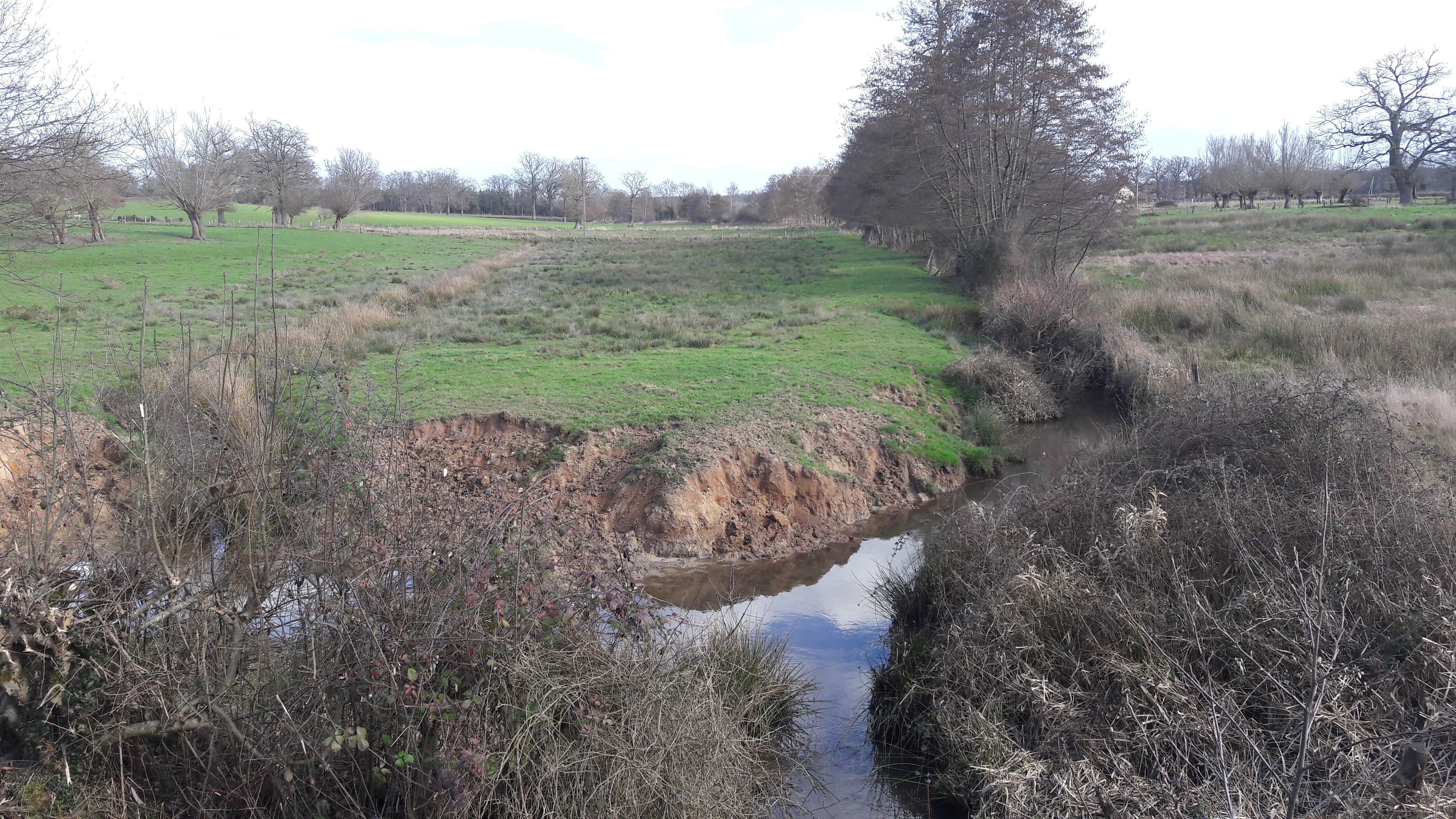
Le Jour passant dans le village.

De nombreux cours d'eau traversent la commune dont les deux plus important répertoriés :
- Le Jour, qui prend sa source au lieu-dit Nonay.
- L'Alligny (aussi dénommé  Ruisseau du Moulin  sur les cartes topographiques à hauteur de Toury-sur-Jour)[1].

Ces deux cours d'eau sont des affluents (pour l'Alligny) et sous-affluents (pour le Jour) de l'Allier.
Par ailleurs, au nord de la commune, la Colâtre, affluent de la Loire, prend sa source dans la commune, au sein de la forêt du Perray.
D'autres cours d'eau existent sur la commune et sont répertoriés dans la base SANDRE mais ne sont pas nommés (ils ne portent qu'une côte permettant leur classement).

### Voies de communication et transports

#### Voies routières
La commune est traversée par deux départementales :
- la D 22, traversant la commune d'ouest en est et permettant de rejoindre Chantenay-Saint-Imbert, Vieure, à l'ouest et Dornes, Toury-Lurcy ou Cossaye à l'est
- la D 201, traversant la commune du nord au sud et reliant Tresnay à Avril-sur-Loire.

À noter que depuis la fin 2021, la commune a effectué un adressage sur le territoire de sa commune, attribuant un nom à chacune de ses routes.

#### Transports en commun
Il n'existe pas de transport en commun régulier sur le territoire de la commune.
Seuls des cars scolaires circulent permettant de rejoindre les établissements à proximité.
Les haltes SNCF les plus proches sont Chantenay-Saint-Imbert ou Villeneuve-sur-Allier.

### Climat
Pour des articles plus généraux, voir Climat de la Bourgogne-Franche-Comté et Climat de la Nièvre.
En 2010, le climat de la commune est de type climat océanique dégradé des plaines du Centre et du Nord, selon une étude du Centre national de la recherche scientifique s'appuyant sur une série de données couvrant la période 1971-2000. En 2020, Météo-France publie une typologie des climats de la France métropolitaine dans laquelle la commune est exposée à un climat océanique altéré et est dans la région climatique  Centre et contreforts nord du Massif Central, caractérisée par un air sec en été et un bon ensoleillement. 
Pour la période 1971-2000, la température annuelle moyenne est de 11,1 °C, avec une amplitude thermique annuelle de 16 °C. Le cumul annuel moyen de précipitations est de 801 mm, avec 11,8 jours de précipitations en janvier et 7,7 jours en juillet. Pour la période 1991-2020, la température moyenne annuelle observée sur la station météorologique de Météo-France la plus proche, « Yzeure », sur la commune d'Yzeure à 20 km à vol d'oiseau, est de 11,9 °C et le cumul annuel moyen de précipitations est de 795,7 mm. 
La température maximale relevée sur cette station est de 43,2 °C, atteinte le 25 juillet 2019 ; la température minimale est de −21 °C, atteinte le 9 janvier 1985,,. 
Les paramètres climatiques de la commune ont été estimés pour le milieu du siècle (2041-2070) selon différents scénarios d'émission de gaz à effet de serre à partir des nouvelles projections climatiques de référence DRIAS-2020. Ils sont consultables sur un site dédié publié par Météo-France en novembre 2022.

## Urbanisme

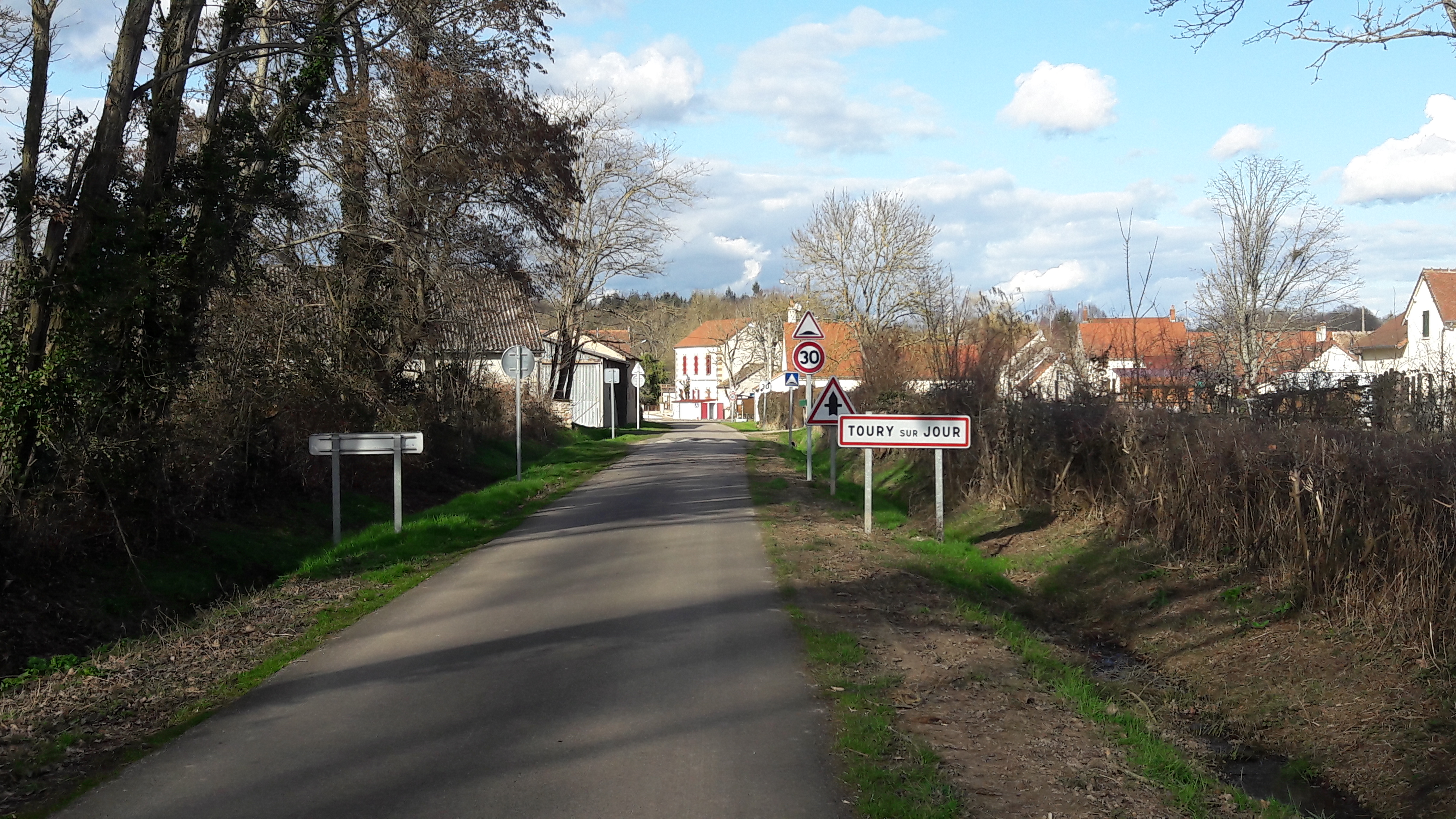
Entrée sud de Toury-sur-Jour par la C 1.

### Typologie
Au 1er janvier 2024, Toury-sur-Jour est catégorisée commune rurale à habitat très dispersé, selon la nouvelle grille communale de densité à sept niveaux définie par l'Insee en 2022.
Elle est située hors unité urbaine. Par ailleurs la commune fait partie de l'aire d'attraction de Moulins, dont elle est une commune de la couronne,. Cette aire, qui regroupe 64 communes, est catégorisée dans les aires de 50 000 à moins de 200 000 habitants,.

### Occupation des sols
L'occupation des sols de la commune, telle qu'elle ressort de la base de données européenne d’occupation biophysique des sols Corine Land Cover (CLC), est marquée par l'importance des territoires agricoles (59,1 % en 2018), en diminution par rapport à 1990 (60 %). La répartition détaillée en 2018 est la suivante : prairies (53,9 %), forêts (39,4 %), terres arables (3,5 %), eaux continentales (1,4 %), cultures permanentes (1 %), zones agricoles hétérogènes (0,7 %). L'évolution de l’occupation des sols de la commune et de ses infrastructures peut être observée sur les différentes représentations cartographiques du territoire : la carte de Cassini (XVIIIe siècle), la carte d'état-major (1820-1866) et les cartes ou photos aériennes de l'IGN pour la période actuelle (1950 à aujourd'hui).

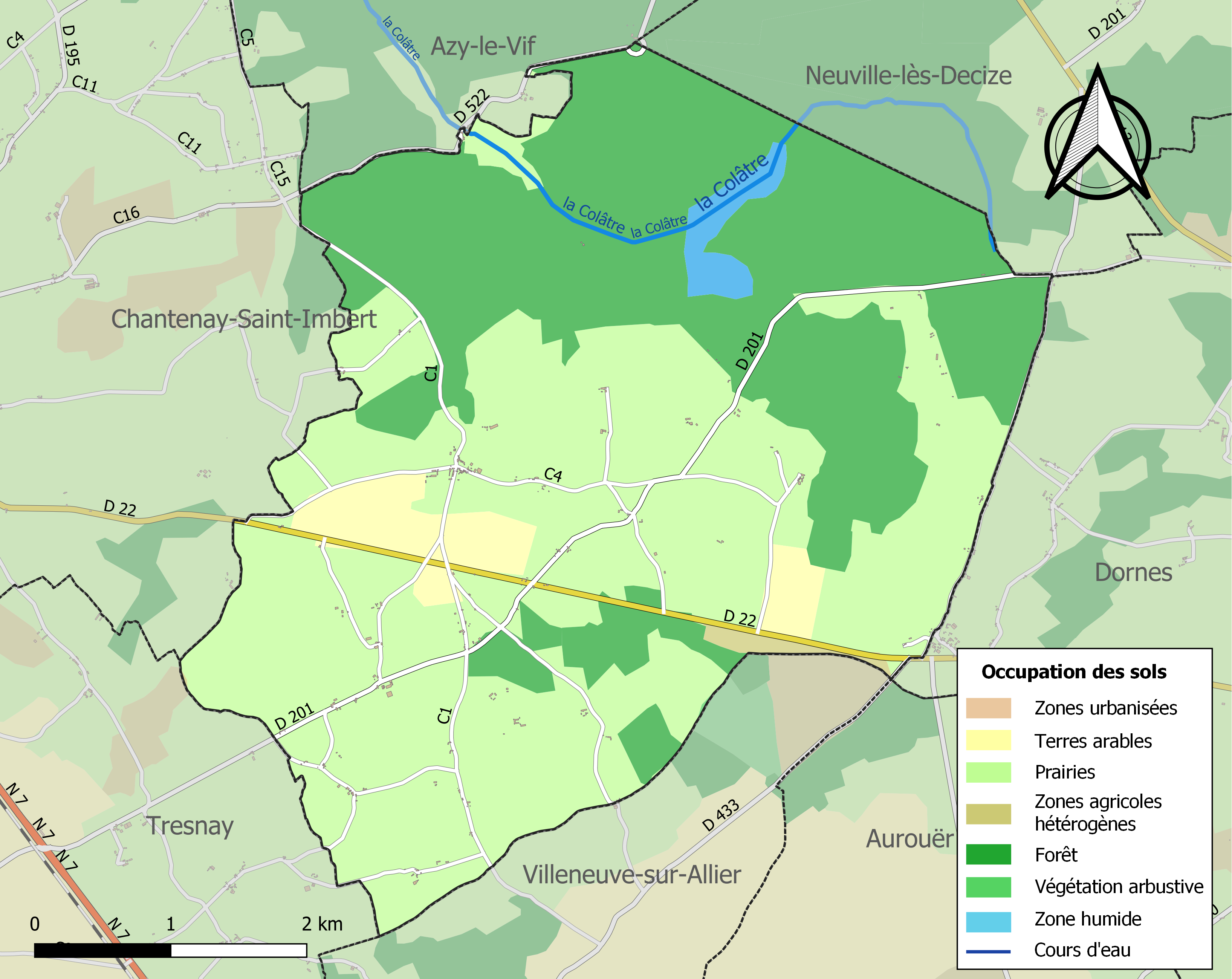
Carte des infrastructures et de l'occupation des sols de la commune en 2018 (CLC).

## Toponymie
Appellations successives de la commune :
- 1161 : Toriacum
- 1332 : Thoury en Surgers
- 1441 : Thory
- 1470 : Thoriacum in Surgeto
- 1638 : Thory en Surget
- 1754 : Toury en Séjour
- 1793 : Toury les Jour
- 1794 : Toury-sur-Jour (première mention du nom actuel)[16]

En 1801, la commune est encore nommée Toury-en-Séjour selon certaines sources.
Le Jour est un petit affluent de l'Allier.

## Histoire
Jusqu'à la fin du XVIIIe siècle, la commune de Toury-sur-Jour possédait une église située au centre-bourg. En 1793, l'église tombe en ruine. Par la suite, la parcelle de l'église est racheté et en 1808 celle-ci est détruite.
En 1874, un bâtiment est construit en lieu et place de l'ancienne église ainsi que du vieux cimetière afin d'y accueillir la mairie du village ainsi qu'une école. Ce bâtiment accueille d'ailleurs toujours la mairie de nos jours, l'école ayant fermé en 2014.

### Anciens projets

#### Reconstruction de l'église
En 1881, un projet de reconstruction de l'église est évoqué mais sera sans lendemain. Seule une chapelle est construite à l'endroit de l'actuel cimetière.

#### Ligne ferroviaire Dornes - Saint-Pierre-le-Moûtier
Au début du XXe siècle, un projet de prolongement de l'antenne de Saint-Ennemond à Dornes est évoqué pour que la ligne atteigne Saint-Pierre-le-Moûtier. Il est alors envisagé de desservir Toury-sur-Jour. Des études sont d'ailleurs engagées, comportant les différents tracés de la ligne et emplacements des arrêts. Malheureusement, la Première Guerre mondiale stoppa nette ce projet. La ligne Decize - Moulins ainsi que l'embranchement de Saint-Ennemond à Dornes, bien que ces projets étaient plus avancés, ne furent pas non plus construits.

## Politique et administration

### Liste des maires
| Période            | Période             | Identité                   | Étiquette | Qualité |
| ------------------ | ------------------- | -------------------------- | --------- | ------- |
| 30 décembre 1792   | an II               | Élie Burgaud (ancien curé) |           |         |
| 5 pluviôse an II   | an II               | Joseph Burelle             |           |         |
| an II              | an III              | Duplaix                    |           |         |
| an III             | an III              | Jean Baly                  |           |         |
| 13 nivôse an III   | an IV               | Blaise Girard              |           |         |
| 14 ventôse an IV   | an VIII             | Etienne Allassœur          |           |         |
| 13 pluviôse an VII | 1800                | Jean-Baptiste Pajot        |           |         |
| 1800               | 1826                | Étienne Allassœur          |           |         |
| 8 juillet 1826     | 1830                | Louis-Charles Ogier        |           |         |
| 14 juin 1830       | 1831                | Martinet                   |           |         |
| 14 septembre 1831  | 1848                | Paul Veron                 |           |         |
| 18 août 1848       | 1860                | Solleret                   |           |         |
| 24 juillet 1860    | 1881                | Jean-Baptiste Boucomont    |           |         |
| 6 novembre 1881    | 1900                | Guillaume de Mandelot      |           |         |
| 20 mai 1900        | 1915                | Étienne Michoux            |           |         |
| 1915               | 1919                | Jacques Audin              | -         |         |
| 10 décembre 1919   | 1945                | René Gozard                |           |         |
| 18 mai 1945        | 1992(?) (démission) | Henri Boucomont            |           |         |
| 1992(?)            | 2001                | Pierre-Marc Tixier         |           |         |
| mars 2001          | mars 2008           | Louis Boucomont            |           |         |
| mars 2008          | En cours            | Nicole Robert              |           |         |

## Population et société

### Démographie
L'évolution du nombre d'habitants est connue à travers les recensements de la population effectués dans la commune depuis 1793. Pour les communes de moins de 10 000 habitants, une enquête de recensement portant sur toute la population est réalisée tous les cinq ans, les populations de référence des années intermédiaires étant quant à elles estimées par interpolation ou extrapolation. Pour la commune, le premier recensement exhaustif entrant dans le cadre du nouveau dispositif a été réalisé en 2006.

En 2022, la commune comptait 124 habitants, en évolution de +3,33 % par rapport à 2016 (Nièvre : −3,28 %, France hors Mayotte : +2,11 %).
| 1793 | 1800 | 1806 | 1821 | 1831 | 1836 | 1841 | 1846 | 1851 |
| ---- | ---- | ---- | ---- | ---- | ---- | ---- | ---- | ---- |
| 300  | 279  | 279  | 298  | 281  | 287  | 290  | 294  | 302  |

| 1856 | 1861 | 1866 | 1872 | 1876 | 1881 | 1886 | 1891 | 1896 |
| ---- | ---- | ---- | ---- | ---- | ---- | ---- | ---- | ---- |
| 325  | 400  | 446  | 413  | 499  | 514  | 490  | 502  | 455  |

| 1901 | 1906 | 1911 | 1921 | 1926 | 1931 | 1936 | 1946 | 1954 |
| ---- | ---- | ---- | ---- | ---- | ---- | ---- | ---- | ---- |
| 438  | 452  | 442  | 406  | 395  | 373  | 368  | 353  | 329  |

| 1962 | 1968 | 1975 | 1982 | 1990 | 1999 | 2006 | 2011 | 2016 |
| ---- | ---- | ---- | ---- | ---- | ---- | ---- | ---- | ---- |
| 306  | 284  | 230  | 188  | 152  | 144  | 127  | 122  | 120  |

| 2021 | 2022 | - | - | - | - | - | - | - |
| ---- | ---- | - | - | - | - | - | - | - |
| 122  | 124  | - | - | - | - | - | - | - |

## Économie
- Exploitations agricoles.

## Culture locale et patrimoine

### Lieux et monuments
- Le château du Bessay.
- Partie sud de la forêt du Perray et de ses étangs.

### Personnalités liées à la commune
- Bertrand de Maigret, député, est né à Toury-sur-Jour le 23 janvier 1940.
- Benoît Maréchal (1979), danseur et comédien, originaire de Tresnay a été scolarisé à l'école de Toury-sur-Jour.

## Projets

### Centrale Panneaux photovoltaïques
Un projet de champ de panneaux solaires est en cours. L'emplacement étudié est l'ancien aérodrome privé de Toury-sur-Jour.